# سیارک ۳۷۳۴
سیارک ۳۷۳۴ (به انگلیسی: 3734 Waland، نامگذاری:9527P-L) سه هزار و هفتصد و سی و چهارمین سیارک کشف شده‌است که در ۱۷ اکتبر ۱۹۶۰ کشف شد.
قدر مطلق سیارک برابر ۱۲٫۶۰ است.